# پادشاهی مجارستان شرقی
پادشاهی مجارستان شرقی (انگلیسی: Eastern Hungarian Kingdom) یک پادشاهی سابق در مجارستان کنونی است که در سال ۱۵۲۹ میلادی توسط یانوش یکم تشکیل شد پس از مرگش یانوش یکم در سال ۱۵۴۰ پسرش یانوش دوم به جای وی بر تخت نشست و تا سال ۱۵۷۰ میلادی حکومت کرد. این پادشاهی در مرکز اروپا واقع واقع شده بود.